# 達欣タイガース
達欣タイガース（ダーシーン・タイガース、中国語: 達欣工程籃球隊、英語: Dacin Tigers）は、台湾の超級籃球聯賽に所属するプロバスケットボールチームである。母体は達欣工程。

## 歴史
1995年、プロバスケットボール中華職業籃球聯盟の新規参入球団として発足。1996年に現チーム名・経営者になる。
CBA時代で低迷するも、アマチュア時代から有力選手が続々入団で成績や人気が急上昇。
第2回SBLではチャンピオンシリーズに進出し、第4回リーグでレギュラーシーズン首位の裕隆をプレーオフで下し、2度目のチャンピオンシリーズ進出を決めた。しかしそれながらも優勝ができず、2008年3月9日で4シーズン連続SBLプレーオフ進出が途切れた。
しかし、2009年に念願のリーグ初優勝を決めると、2008～2009年シーズンから2012～2013年シーズンまで5シーズン連続チャンピオンシップ進出を果たし、プレーオフでの戦いっぷりがかなり安定している、特にチャンピオンシップ進出をかけた準決勝ではよくシリーズ最終戦を制しての勝ち抜けが目立っている。
2013～2014シーズンから負け越しのシーズンが続き、2014～2015シーズンはSBL参入後初の最下位、同シーズンから導入したプレーオフ出場チームが6チームの制度で唯一、プレーオフ進出を逃したチームになった。

## 主な所属選手
- 田壘